# Мембранофони инструменти
Музички инструменти су средства помоћу којих музичари стварају музику у живом извођењу. Најтачнија и најпрецизнија подела музичких инструмената, зависно од грађе и начина добијања тона и звука, је на следеће музичке инструменте:
1. Мембранофоне или опнозвучне инструменте
2. Идиофоне инструменте
3. Кордофоне, хордофоне или жичане инструменте 
4. Аерофоне инструменте
5. Електрофоне, етерофоне или електронске инструменте

## Мембранофони инструменти
Мембранофони или опнозвучни инструменти (итал. strumenti membrana, енгл. membranophones; фр. membranophones) – су ударачки инструменти са затегнутом мембраном (лат. мембрана = кожа) на којима звук настаје вибрирањем мембране од животињске коже, пластике или поливинила. 
По мембрани се удара руком или батићима од дрвета или лоптом од филца. 
Звук мембранофоних инструмената је, изузев тимпана, неодређене висине. Сем тимпана, то су инструменти који се користе у фолклору целога света.

## Приказ мембранофоних инструмената
Прикажимо само неке мембранофоне инструменате: 
- Бас-бубањ Playⓘ
- Добош са палицама Playⓘ
- Тимпан
- Конгас
- Тарабука
- Том-том
- Бонгоси
- Даире са кожом